# Condylostylus nigripes
Condylostylus nigripes är en tvåvingeart som först beskrevs av Macquart 1842.  Condylostylus nigripes ingår i släktet Condylostylus och familjen styltflugor. Inga underarter finns listade i Catalogue of Life.